# ФК Ланс
ФК Ланс (фр. Le Racing Club de Lens) је француски фудбалски клуб из Ланса који се тренутно такмичи у Другој лиги Француске.
Клуб је основан 1906. године. Највећи успеси у домаћим такмичењима су му освајање Прве лиге Француске у сезони 1997/98, играње у три финала Француског купа, а у европским такмичењима играње у полуфиналу Купа УЕФА сезоне 1999/00, освајање Интертото купа 2005. и 2007. Надимак клуба је Les Sang et Or (крв и злато) због традиционалних црвено-жутих дресова, а своје домаће утакмице играју на стадиону Феликс Болар. Највећи ривал Ланса је Лил, са којим игра тзв. Derby du Nord (северни дерби).

## Успеси

### Национални
- Прва лига Француске
  - Првак (1): 1997/98.
  - Вицешампиони (5): 1955/56, 1956/57, 1976/77, 2001/02, 2022/23.
- Друга лига Француске
  - Првак (4): 1936/37, 1948/49, 1972/73, 2008/09.
  - Вицешампиони (2): 2013/14, 2019/20.
- Куп Француске
  - Финалиста (3): 1948, 1975, 1998.
- Француски Лига куп
  - Освајач (2): 1994, 1999.
  - Финалиста (1): 2008.
- Куп Гамбардела
  - Освајач (3): 1957, 1958, 1992.
  - Финалиста (4): 1979, 1983, 1993, 1995.
- Куп Шарл Драго
  - Освајач (3): 1959, 1960, 1965.
  - Финалиста (1): 1957.

### Европа
- Куп УЕФА
  - Полуфиналист (1): 2000.
- Интертото куп
  - Освајач (2): 2005, 2007.